# 金沢スプリントカップ
金沢スプリントカップ（かなざわスプリントカップ）は、金沢競馬場ダート1400mで施行される地方競馬の重賞競走である。正式名称は「日本トーター杯 金沢スプリントカップ」、日本トーターが優勝杯を提供している。

## 概要
前身は1992年から2002年まで施行されていたスプリンターズカップ。
2003年に東海・近畿・中国地区交流競走のオータムスプリントカップとして創設。2011年の第11回から開催時期を7月に変更し、レース名を金沢スプリントカップに改称する。2021年に地方全国交流競走となった。
中距離の重賞が多い金沢競馬場では珍しい短距離で行われる重賞である。
トライアル競走として2019年から金沢鼓門賞が施行されている。
施行時期は2003年から2012年までが9月、2013年から2022年までが7月、2023年は10月、2024年は再び9月に実施時期が再変更されている。

### 条件・賞金（2024年）
条件
サラブレッド系3歳以上、地方全国交流で他地区所属馬の出走枠は6頭以下（金沢所属を含めフルゲート12頭に達しない場合は、他地区補欠が繰り上がり出走枠以上になり得る）。
- トライアルの金沢鼓門賞の優勝馬に優先出走権がある。

負担重量
別定（3歳55kg、4歳以上57kg、牝馬2kg減）
賞金額
1着400万円、2着128万円、3着64万円、4着48万円、5着40万円、着外10万円。

## 歴代優勝馬
全て金沢競馬場ダート1400mで施行。
| 回数   | 施行日        | 優勝馬             | 性齢 | 所属   | タイム | 優勝騎手   | 管理調教師 | 馬主                 |
| ------ | ------------- | ------------------ | ---- | ------ | ------ | ---------- | ---------- | -------------------- |
| 第1回  | 2003年9月29日 | サンキョウフェアー | 牡4  | 西脇   | 1:29.9 | 赤木高太郎 | 橋本忠男   | 仲田三喜男           |
| 第2回  | 2004年9月27日 | パ－プルモンク     | 牡8  | 笠松   | 1:29.1 | 安藤光彰   | 井上孝彦   | 畑中政雄             |
| 第3回  | 2005年9月19日 | ケンゴウザン       | 牡6  | 金沢   | 1:28.9 | 渡辺壮     | 松原正文   | 畑中政雄             |
| 第4回  | 2006年9月26日 | キングスゾーン     | 牡4  | 名古屋 | 1:28.4 | 丸野勝虎   | 原口次男   | 杉本富士也           |
| 第5回  | 2007年9月23日 | ケンゴウザン       | 牡8  | 金沢   | 1:29.2 | 吉原寛人   | 宗綱泰彦   | 畑中政雄             |
| 第6回  | 2008年9月22日 | シールビーバック   | 牝6  | 笠松   | 1:29.6 | 濱口楠彦   | 伊藤強一   | （株）富美男企画     |
| 第7回  | 2009年9月22日 | ナムラグローリー   | 牡5  | 金沢   | 1:28.9 | 中川雅之   | 藤木一男   | 安田義信             |
| 第8回  | 2010年9月20日 | ナムラグローリー   | 牡6  | 金沢   | 1:28.2 | 中川雅之   | 藤木一男   | 安田義信             |
| 第9回  | 2011年9月18日 | ナムラダイキチ     | 牡3  | 金沢   | 1:26.4 | 中川雅之   | 藤木一男   | 安田正和             |
| 第10回 | 2012年9月16日 | ナムラダイキチ     | 牡4  | 金沢   | 1:27.6 | 畑中信司   | 藤木一男   | 安田正和             |
| 第11回 | 2013年7月28日 | サミットストーン   | 牡5  | 金沢   | 1:28.6 | 吉原寛人   | 加藤和義   | 河崎五市             |
| 第12回 | 2014年7月15日 | セイカアレグロ     | 牡9  | 金沢   | 1:29.2 | 吉田晃浩   | 佐藤茂     | 吉田逑史             |
| 第13回 | 2015年7月28日 | トウショウセレクト | 牡8  | 園田   | 1:28.3 | 木村健     | 碇清次郎   | トウショウ産業（株） |
| 第14回 | 2016年7月26日 | タガノギャラクシー | 牡6  | 園田   | 1:28.3 | 下原理     | 新子雅司   | 八木秀之             |
| 第15回 | 2017年7月25日 | ライスエイト       | 牝3  | 笠松   | 1:28.0 | 池田敏樹   | 加藤幸保   | 吉田銘一             |
| 第16回 | 2018年7月24日 | エイシンスパルタン | 牡7  | 西脇   | 1:28.2 | 田中学     | 橋本忠明   | 平井克彦             |
| 第17回 | 2019年7月23日 | ストーミーワンダー | 牡5  | 笠松   | 1:26.9 | 佐藤友則   | 笹野博司   | 結城喜一             |
| 第18回 | 2020年7月21日 | ナリタミニスター   | 牡5  | 西脇   | 1:28.1 | 吉村智洋   | 坂本和也   | （株）オースミ       |
| 第19回 | 2021年7月13日 | トーセンレビュー   | 牡4  | 浦和   | 1:26.4 | 岡部誠     | 小久保智   | 島川隆哉             |
| 第20回 | 2022年7月26日 | ハナブサ           | 牡5  | 園田   | 1:27.1 | 廣瀬航     | 森澤友貴   | 生部初男             |
| 第21回 | 2023年10月8日 | クーファアチャラ   | 牝6  | 北海道 | 1:27.0 | 落合玄太   | 田中淳司   | （同）NOKKN          |
| 第22回 | 2024年9月7日  | エムティアンジェ   | 牝5  | 金沢   | 1:26.4 | 吉田晃浩   | 佐藤茂     | 田中竜雄             |

### 競走結果の出典
- 金沢スプリントカップ  歴代優勝馬 - 地方競馬全国協会
- JBISサーチ
  - 2003年，2004年，2005年，2006年，2007年，2008年，2009年，2010年，2011年，2012年，2013年，2014年，2015年，2016年，2017年，2018年，2019年，2020年，2021年，2022年，2023年，2024年